# 北畠具教
北畠具教（日语：／ Kitabatake Tomonori，1528年—1576年12月15日）日本戰國時代大名、伊勢國司北畠氏第8代當主。

## 生涯
享祿元年（1528年）出生，是第7代當主北畠晴具的長子。天文6年（1537年）敘從五位下侍從。此後在天文21年（1552年）敘參議、左中將，天文23年（1554年）敘從三位、權中納言等職，青年時期順利在朝廷中昇進。天文22年（1553年）父親隱居之後繼任家督之位。
弘治元年（1555年）奉父親之命同支配伊勢國安濃郡一帶的長野氏作戰，永祿元年（1558年）將次子具藤送給長野氏當養嗣子，成功達成雙方的和睦並使其勢力擴大。永祿3年（1560年）時協助志摩豪族小濱景隆等人攻打九鬼氏，順利將志摩納入支配。
永祿6年（1563年）將家督之位讓給長子具房隱居，但仍掌握實權。
永祿11年（1568年）織田信長開始進攻伊勢，將神戶氏、長野工藤氏等伊勢中北部豪族置於其支配之下。織田信長將北畠氏視為其上洛的障礙，因此在永祿12年（1569年）開始進攻北畠氏。北畠軍與織田軍實力相差懸殊，且具教的弟弟木造具政倒戈織田，在如此惡劣的情況下具教死守大河內城（今三重縣松阪市）達50餘日，最終有條件地開城投降。其條件是讓信長的次子茶筅丸（即後來的織田信雄）成為北畠具房的養嗣子，同時具教將自己的女兒雪姬嫁給了茶筅丸（大河內城之戰）。
此後具教在元龜元年（1570年）5月出家，法號天覺，、後改不智齋，隱居於三瀨谷（今三重縣多氣郡大台町）。天正4年（1576年）11月25日，織田信長與織田信雄指使北畠氏的舊臣長野左京亮、加留左京進等人襲擊具教，具教同兒子德松丸、龜松丸以及大橋長時、松田之信、上杉賴義等家臣一起被殺害，享年49歲。同時長野具藤等與北畠氏相關的主要人物在信雄的居城田丸城中被殺害，大名北畠氏的地位為織田氏所取代暗殺具教（三瀨之變）。
北畠具教的首級被加留左京進的家臣伊東重內運了出去，芝山秀時、大宮多氣丸等人聞變趕上將其奪回，秀時的父親芝山秀定將其葬於御所尾山。

## 人物與逸事
- 《本朝通鑑》稱北畠具教領南伊勢，餘威及大和伊賀紀伊志摩四周，北伊勢的工藤氏後也被具教送入養子。在《勢州兵亂記》一書裡，稱國司家依為大名於鄰國振武威，更說志摩，大和，紀伊跟伊賀都有勢力跟從。
- 具教喜好劍術，他保護並援助前往修行的劍客。其自身曾向塚原卜傳學習劍術，並被傳授了「一之太刀」的奧義，人稱劍豪。此外具教曾訪問上泉信綱學習劍術。他與居住在其領地附近的柳生宗嚴因劍術而成為朋友，柳生宗嚴將北畠具教和寶藏院胤榮一起介紹到了上泉信綱的門下。織田氏派刺客襲擊的時候，北畠具教手持太刀親手斬殺19人，重傷數百人，人稱「天覺百人斬」。[3]另有由於刀刃被心腹佐佐木四郎左衛門尉弄壞而無法抵抗，最終被刺殺的說法。[1]
- 在信長包圍網組建之際，甲陽軍鑑稱北畠具教與武田信玄秘密聯絡，糾集幕府舊臣反抗織田信長，因此信長決定暗殺他。
- 北畠具教被暗殺20年之後，上三瀨的住人在現在的大台町北畠神社建立國司堂以供奉他的菩提。[4]

## 家臣
- 藤方朝成（日语：藤方朝成）
- 鳥屋尾滿榮（日语：鳥屋尾満栄）

## 腳註
1. 1 2  『勢州軍記』に記述。
2. 1 2  ，大西源一著
3. ↑  《寬永諸家系圖傳》。
4. ↑  （日語） 大台町官方HP，大台町的歷史事件 （页面存档备份，存于）

## 外部連結
- （日語） 關於一之太刀

| 北畠具教        |                                    |                 |
| 前任： 北畠晴具 | 伊勢北畠氏第8代當主 1553年－1563年 | 繼任： 北畠具房 |